# Exechohypopion greatheadi
Exechohypopion greatheadi är en tvåvingeart som beskrevs av Neal L. Evenhuis 1991. Exechohypopion greatheadi ingår i släktet Exechohypopion och familjen svävflugor.
Artens utbredningsområde är Nya Kaledonien. Inga underarter finns listade i Catalogue of Life.